# 日枝神社 (徳島市)
日枝神社（ひえじんじゃ）は、徳島県徳島市助任本町にある神社である。

## 概要・歴史
創建年は不明。元々は山王権現と呼ばれ、徳島藩主・蜂須賀氏が守護神として造営したと伝えられる。明治3年に日枝神社と改称した。
祭神の大山咋神・豊国神・東照宮は「神社明細帳」によると、恐らく蜂須賀氏が奉斎していた山王社に、その後、豊臣秀吉がさらに江戸時代に東照宮が、相殿に合祀されたものである。
境内には渭北福祉会館（徳島市地域福祉助成施設）、御頭大明神、徳島市指定保存樹木指定番号第41号（フジ、マキ、クスノキ）がある。

## 境内
御頭大明神
戦国時代、城山に居を構えた武家が蜂須賀家政の阿波国入国に当たり、追われて藍場町で刺客に襲われ殺された。人々はその徳を偲んで同地に祀り、御頭大明神と崇めた。
徳島市指定保存樹木 指定番号第41号 (昭和53年2月27日指定)
- フジ
- マキ
- クスノキ

渭北福祉会館
- 徳島市地域福祉助成施設

第二次世界大戦の最中、徳島市で一番初めに焼夷弾攻撃を受けた。町中であったにもかかわらず古木が生茂る神社だった。当時の神主は、岡部要。焼夷弾攻撃で自宅は消失したが、社務所は残った。疎開していた娘一家は、社務所に間借りしていた為、難を逃れた。

## 祭神
- 大山咋神
- 豊国神
- 東照宮